# Efecto Hong–Ou-Mandel
El efecto Hong-Ou-Mandel (HOM) es un efecto de la interferencia de dos fotones, reportado en óptica cuántica. Fue demostrado en 1987 por tres físicos de la Universidad de Rochester: Chung Ki Hong, Zhe Yu Ou y Leonard Mandel. El efecto ocurre cuando dos fotones individuales inciden en un divisor de haz 50:50, uno en cada puerto de entrada. Cuando ambos fotones son indistinguibles y se traslapan de manera perfecta, los dos fotones siempre saldrán del divisor de haz en el mismo puerto de salida. Ambos fotones tienen una probabilidad de 1/2 de estar en cada uno de los modos de salida del divisor de haz. A medida que los fotones se hacen más distinguibles, la probabilidad de incidir en detectores diferentes incrementará. En esta manera, un interferómetro que implemente el efecto HOM será útil para medir de manera precisa la longitud del camino óptico atravesado por los fotones, su tiempo de llegada y el ancho de banda de los mismos. Como este efecto depende de la existencia de fotones individuales, no puede ser explicado de manera contundente por la óptica clásica.
Este efecto provee uno de los dos mecanismos físicos necesarios para implementar compuertas lógicas en computación cuántica utilizando óptica lineal (LOQC, de Linear Optical Quantum Computing). El otro mecanismo es la acción de medición en mecánica cuántica.

## Descripción cuántica

### Descripción física
Cuando un fotón ingresa en un divisor de haz, existen dos posibilidades: el fotón puede ser reflejado o transmitido. Las probabilidades relativas de reflexión y transmisión están determinadas por la reflectividad de un divisor de haz. Para la discusión que sigue, se asumirá el uso de un divisor de haz 50:50, en el cual un fotón tiene la misma probabilidad de ser reflejado o transmitido.
Ahora, considere dos fotones, cada uno en uno de los puertos de entrada de un divisor de haz 50:50. Existen cuatro posibilidades:
1. El fotón ingresando en el puerto superior (ver figura) se refleja y el fotón en el puerto inferior se transmite.
2. Ambos fotones se transmiten.
3. Ambos fotones se reflejan.
4. El fotón ingresando en el puerto superior se transmite y el fotón en el puerto inferior se refleja.

Ahora, se asumirá que los dos fotones son idénticos en todas sus propiedades físicas (a saber, polarización, estructura espacio-temporal y frecuencia).
We assume now that the two photons are identical in their physical properties (i.e., polarization, spatio-temporal mode structure, and Frequency).

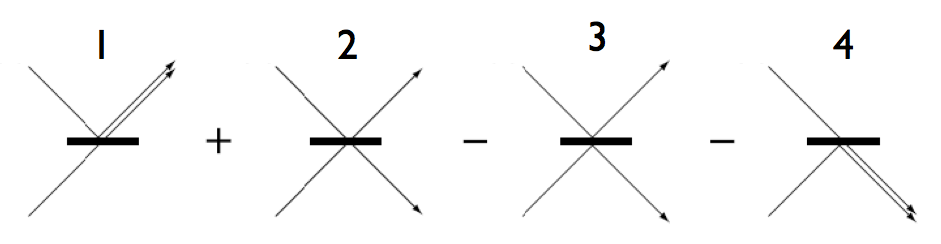
Las cuatro posibilidades de reflexión y transmisión de dos fotones se suman al nivel de amplitud de probabilidad.

Como el estado del divisor de haz no tiene memoria sobre cuál de las cuatro posibilidades sucede, las cuatro posibilidades deben sumarse al nivel de amplitudes de probabilidad, siguiendo las reglas dictadas por los diagramas de Feynman. Adicionalmente, la reflexión del lado inferior del divisor de haz introduce un cambio en la fase del fotón de π , correspondiente a un factor de -1 en la superposición de las amplitudes de probabilidad. Esto es requerido, puesto que la evolución del sistema es unitaria y, por lo tanto, reversible. Como ambos fotones son idénticos, no es posible distinguir los estados 2 y 3 mostrados en la figura, y el signo menos entre ambos hace que se cancelen. Esto puede ser interpretado como interferencia destructiva.

### Descripción matemática
Considere dos modos ópticos {\displaystyle a} y {\displaystyle b}, y sus correspondientes operadores de creación y destrucción, denotados por {\displaystyle ({\hat {a}}^{\dagger },{\hat {a}})} y {\displaystyle ({\hat {b}}^{\dagger },{\hat {b}})}. Dos fotones idénticos en modos diferentes pueden describirse utilizando los estados de Fock:
{\displaystyle {\hat {a}}^{\dagger }{\hat {b}}^{\dagger }|0,0\rangle _{ab}=|1,1\rangle _{ab}}, 
donde {\displaystyle |1\rangle } corresponde al estado de un fotón individual. Cuando los dos modos {\displaystyle a} y {\displaystyle b} se mezclan en un divisor de haz 50:50, se convierten en dos modos nuevos de salida, denotados por {\displaystyle c} y {\displaystyle d}, cuyos operadores de creación y destrucción se pueden escribir como 
{\displaystyle {\hat {c}}^{\dagger }={\frac {{\hat {a}}^{\dagger }+{\hat {b}}^{\dagger }}{\sqrt {2}}}} y {\displaystyle {\hat {d}}^{\dagger }={\frac {{\hat {a}}^{\dagger }-{\hat {b}}^{\dagger }}{\sqrt {2}}}}, 
De nuevo, el signo menos aparece pues el divisor de haz actúa como un operador unitario. Esto puede verse al escribir la transformación de los operadores en forma matricial:
{\displaystyle \left({\begin{array}{l}{\hat {a}}\\{\hat {b}}\end{array}}\right)={\frac {1}{\sqrt {2}}}\left({\begin{array}{cc}1&1\\1&-1\end{array}}\right)\left({\begin{array}{l}{\hat {c}}\\{\hat {d}}\end{array}}\right).}
Cuando ambos fotones inciden en el divisor de haz, uno en cado lado, el estado de los dos modos se convierte en: 
{\displaystyle |1,1\rangle _{ab}={\hat {a}}^{\dagger }{\hat {b}}^{\dagger }|0,0\rangle _{ab}={\frac {1}{2}}\left({\hat {c}}^{\dagger }+{\hat {d}}^{\dagger }\right)\left({\hat {c}}^{\dagger }-{\hat {d}}^{\dagger }\right)|0,0\rangle _{cd}={\frac {1}{2}}\left({\hat {c}}^{\dagger 2}-{\hat {d}}^{\dagger 2}\right)|0,0\rangle _{cd}={\frac {|2,0\rangle _{cd}-|0,2\rangle _{cd}}{\sqrt {2}}}.}
Como el conmutador de los dos operadores de creación {\displaystyle {\hat {c}}^{\dagger }} y {\displaystyle {\hat {d}}^{\dagger }} se elimina, los únicos términos restantes en la superposición son {\displaystyle ({\hat {c}}^{\dagger })^{2}} y {\displaystyle ({\hat {d}}^{\dagger })^{2}}. Así, cuando dos fotones idénticos ingresan a un divisor de haz 50:50, siempre salen del divisor de haz en un modo de salida idéntico, si bien aleatorio.

### Evidencia experimental

El "HOM dip" de coincidencias de cuentas en dos detectores, contra la diferencia relativa de tiempos entre los dos paquetes de onda de los fotones individuales.

Normalmente, el efecto Hong-Ou-Mandel se observa utilizando dos fotodetectores que monitorean los puertos de salida de los divisores de haz. La tasa de coincidencia de los detectores bajará a cero cuando dos fotones idénticos en los puertos de entrada se traslapen perfectamente el tiempo. Esto normalmente se conoce como la zanja (dip) de Hong-Ou-Mandel, o HOM dip. El conteo de coincidencias alcanza un mínimo, indicado por la línea punteada. El mínimo en las coincidencias baja hasta cero si los dos fotones son perfectamente idénticos en todas sus propiedades. Sin embargo, si los dos fotones son perfectamente distinguibles, no habrá un hueco en la figura. La forma precisa del hueco dependerá directamente de la densidad espectral del paquete de onda de los fotones, y por lo tanto del mecanismo físico utilizado para producirlos. Formas comunes para esta zanja son funciones gaussianas y lorentzianas.
Un análogo clásico al efecto HOM ocurre cuando dos estados coherentes (por ejemplo, dos haces láser) interfieren en un divisor de haz. Si los estados tienen una diferencia de fase que cambia rápidamente (a saber, más rápido que el tiempo de integración de los detectores, se hallará un dip en la tasa de coincidencia igual a la mitad de la tasa de coincidencia promedio cuando la diferencia de tiempos es muy larga. Como consecuencia, para demostrar que la interferencia destructiva es un efecto de interferencia cuántica de dos fotones y no un efecto clásico, el dip de HOM debe ser menor a 1/2.
El efecto HOM puede observarse de manera directa utilizando cámaras amplificadas para detectar fotones individuales. Dichas cámaras tienen la habilidad de registrar fotones individuales como puntos brillantes, claramente distinguidos de un fondo de bajo ruido.

Observación directa del efecto HOM utilizando una cámara amplificada. Las parejas de fotones coincidentes aparecen como puntos brillantes en uno de los puertos de salida del divisor de haz (parte izquierda o derecha de la imagen).

En la figura de arriba, las parejas de fotones se registran en medio del dip de HOM. En la mayoría de los casos, los fotones aparecen agrupados en la parte izquierda o derecha de la imagen, pero ocasionalmente un evento de coincidencia ocurre, lo cual es una manifestación de una distinguibilidad residual entre los fotones.